# Stora Torvsjön
Stora Torvsjön är en sjö i Varbergs kommun i Halland och ingår i Ätrans huvudavrinningsområde.